# Home (Lugz&Jeraの曲)
「Home」（ホーム）は、Lugz&Jera（ラグズ・アンド・ジェラ）が作詞作曲した楽曲で自身にとって1枚目のシングルCD「ThrowBack」にカップリング曲として収録されている。2018年4月21日に自身のレーベル「LUGZ STAR RECORDS」から発売された。

## 概要
2018年4月21日にLUGZ STAR RECORDSから発売されたLugz&Jeraの1stシングルCD「ThrowBack」にカップリング収録されている楽曲である。2018年7月に発生した平成30年7月豪雨災害の被害を受けた岡山県をはじめとする被災地を元気付けたいという想いと、自身の大切な故郷である岡山県高梁市の街のことを歌った曲でもあり、チャリティーイベントなどでは災害被災地の人に歌で元気になってもらいたいという想いを込めて歌っている楽曲である。2019年4月、高梁音楽祭の公式テーマソングとなった。　

## 収録曲

### CD
1. ThrowBack
（作詞：Lugz&Jera　作曲：佐伯栄一（Eiichi Saeki）、Lugz&Jera　編曲：佐伯栄一（Eiichi Saeki））
2. Home
（作詞・作曲：Lugz&Jera　編曲：GRP）

### DVD
- Lugz&Jera Oneman Live 2018-LIVE DVD-